# Puma (combattimento fanteria)
Il Puma è un veicolo corazzato per fanteria (IFV) tedesco (in tedesco Schützenpanzer abbreviato SPz) destinato a rimpiazzare l'ormai datato Marder in servizio presso la Bundeswehr. La produzione del primo lotto di 350 veicoli ha avuto inizio nel 2010 e si è completata nell'agosto 2021. Un secondo lotto di 229 unità è stato finanziato. La produzione in serie è iniziata il 6 luglio 2009. Le aziende responsabili del progetto sono la Krauss-Maffei Wegmann e la Rheinmetall Landsysteme, che hanno creato una joint venture come Projekt System Management GmbH (PSM).

## Armamento
L'armamento primario è composto da un cannone automatico da 30 mm MK-30-2, con cadenza di tiro di 200 colpi al minuto e gittata utile fino a 3000 m. Le munizioni sono di due tipi: una è decalibrata, del tipo APFSDS-T, progettata per l'elevata capacità di penetrazione, principalmente per l'uso contro i veicoli corazzati medi. La seconda è a pieno calibro, multi impiego, del tipo Kinetic Energy-Timed Fuze (KETF), progettata al fine di creare, dividendosi in proiettili più piccoli in funzione al tipo di spoletta, una rosa per impattare una vasta area. Il magazzino munizioni è di 400 colpi; 200 pronti al fuoco e 200 di riserva. In aggiunta all'usuale lanciagranate fumogeno, c'è un lanciagranate da 76mm sul retro del veicolo per la difesa ravvicinata.
L'armamento secondario è composto da una mitragliatrice coassiale calibro 5.56 mm HK MG4 con una cadenza di tiro di 850 colpi al minuto e gittata utile di 1000 m. Lo stock di munizioni è di 2000 colpi; 1000 pronti per essere sparati e 1000 in riserva.

## Protezione
Il Puma è uno dei meglio protetti veicoli da combattimento per fanteria, pur conservando un elevato rapporto potenza-peso.
La sua corazza è modulare, con il livello-A per facilitarne il trasporto aereo sugli A400M e un livello più pesante (Level-C) per la protezione dalle mine terrestri, le armi anticarro ed i proiettili di medio calibro.

## Problemi tecnici
Il 15 dicembre 2022, la Panzergrenadierbrigade 37 (Brigata Granatieri Panzer 37) ha annunciato che durante un'esercitazione di due settimane tutti i 18 veicoli da combattimento della fanteria Puma utilizzati presentavano gravi problemi tecnici (in particolare elettrici) addirittura da impedirne il funzionamento. Tutti i 18 Puma si sono guastati al massimo dopo otto giorni di utilizzo. All'inizio del 2023, 17 dei 18 veicoli Puma messi in riparazione erano di nuovo operativi.